# Если все кошки в мире исчезнут
«Если все кошки в мире исчезнут» (яп. 世界から猫が消えたなら Sekai kara neko ga kietanara) — японский драматический фильм режиссёра Акиры Нагаи. Релиз состоялся в 2016 году.
Фильм основан на романе Гэнки Кавамуры «Sekai kara Neko ga Kieta nara», вышедшем в 2012 году.

## Сюжет
Парень, работающий почтальоном, узнаёт, что смертельно болен. К нему является Дьявол и предлагает продлить жизнь. Взамен парень должен выбрать вещь, которая исчезнет во всём мире. За каждый дополнительный день жизни нужно «убирать» из мира очередную вещь.

## В ролях
| Актёр        | Роль                     |
| ------------ | ------------------------ |
| Такэру Сато  | Почтальон/Дьявол         |
| Аои Миядзаки | первая любовь Почтальона |
| Гаку Хамада  | Цутая                    |
| Миеко Харада | мать Почтальона          |
| Эйдзи Окуда  | отец Почтальона          |